# Papa Clement al IV-lea
Papa Clement al IV-lea cu numele de mirean Gui Faucoi le Gros (n. 23 noiembrie 1190, Saint-Gilles-les-Boucheries, Languedoc-Roussillon, Franța – d. 29 noiembrie 1268, Viterbo, Lazio, Regatul Italiei), a fost un papă al Romei. Alegerea sa în calitate de papă a avut loc la un conclav ținut la Perugia, care a durat patru luni, în timp ce cardinalii au argumentat dacă să cheme la Charles de Anjou, cel mai tânăr frate al lui Louis IX al Franței, să continue războiul papal împotriva Hohenstaufens. Papa Clement a fost patronul lui Thomas Aquinas și al lui Roger Bacon, încurajându-l pe Bacon în scrierea lui Opus Majus, care cuprindea tratate importante privind optica și metoda științifică.

## Biografie

### Tinerețe
Clement s-a născut în Saint-Gilles-du-Gard din regiunea Languedoc din Franța, fiul avocatului de succes Pierre Foucois și soția sa, Marguerite Ruffi. La vârsta de 20 de ani, s-a înrolat ca soldat pentru a lupta împotriva maurilor din Spania. Apoi a urmat studiul dreptului la Toulouse, Bourges și Orleans, devenind un avocat remarcat la Paris. În ultima sa funcție, el a fost secretar al regelui Ludovic al IX-lea, a cărui influență a fost în mare parte îndatorat pentru ridicarea sa către cardinalat. S-a căsătorit cu fiica lui Simon de Malbois și va avea două fiice. La moartea soției sale, a urmat exemplul tatălui său și a renunțat la viață seculară pentru Biserică.
Ascensiunea lui a fost rapidă. Prezentat în mănăstirea Saint-Magloire, Paris, a devenit pastor al Sfântului Gilles în 1255. În 1257 a fost numit episcop de Le Puy; în 1259, a fost numit Arhiepiscop de Narbonne; iar în decembrie 1261 a devenit primul cardinal creat de Papa Urban IV, pentru Scaunul Sabinei. El a fost legat papal în Anglia între 1262 și 1264. A fost numit mare penitenciar în 1263.

### Pontificat
În această perioadă, Sfântul Scaun a fost implicat într-un conflict cu Manfred de Sicilia, fiul nelegitim și moștenitor desemnat al împăratului împărat, Frederick al II-lea de Hohenstaufen, dar pe care loialiștii papali, Guelfs, îl numea "uzurpatorul din Napoli". Clement al IV-lea, care era în Franța la momentul alegerii sale, a fost obligat să intre în Italia în deghizare. El a făcut imediat demersuri pentru a se alătura lui Charles de Anjou, fratele său de patron și fostul reclamant francez la tronul napolitan. Charles a fost dispus să-l recunoască pe Papa ca suplinitor feudal (un os al controversei cu Hohenstaufens) și a fost încoronat de cardinali la Roma, unde Clement al IV-lea, stabilit definitiv la Viterbo, nu a îndrăznit să se aventureze, deoarece partidul anti-papal Ghibelline se afla ferm în controlul de acolo.
Apoi, fortificat cu banii și bunurile papale, Charles a pornit spre Napoli. După ce a învins și a omorât pe Manfred în Marea Bătălie de la Benevento, Charles s-a stabilit ferm în regatul Siciliei la Bătălia decisivă de la Tagliacozzo, în care Conradin, ultima din casa lui Hohenstaufen, a fost prizonier. Se spune că Clement al IV-lea a dezaprobat cruzimile comise de protectorul său, dar declarația lui Gregorovius prin care Clement al IV-lea a devenit un complice refuzând să intervină pentru nefericitul Conradin pe care Charles la decapitat pe piața din Napoli, pare controversat. Totuși, Gregorovius poate să se bazeze pe această concluzie asupra poziției predecesorilor lui Urban IV, Inocențiu al IV-lea și lui Alexandru al IV-lea, care erau ofițeri oficiali ai lui Conradin.

### Moartea și înmormântarea
În câteva luni, Clement al IV-lea a murit și a fost înhumat la mănăstirea dominicană, Santa Maria in Gradi, chiar în afara Viterbo, unde a locuit pe parcursul pontificatului său. În 1885, rămășițele sale au fost transferate la biserica San Francesco alla Rocca din Viterbo. Datorită diviziunilor ireconciliabile dintre cardinali, tronul papal a rămas vacant aproape trei ani (29 noiembrie 1268 - 1 septembrie 1271).
Caracterul privat al lui Clement al IV-lea a fost lăudat de contemporani pentru ascetismul său și în mod special lăudat pentru indispoziția sa de a-și promova și îmbogăți propriile rude. El a ordonat, de asemenea, cărturarului franciscan Roger Bacon să scrie Opus Majus, care îi este adresat.
1. ↑  Enciclopedia dei Papi[*] Verificați valoarea |titlelink= (ajutor)
2. ↑  BeWeB, accesat în 14 februarie 2021
3. ↑  „Papa Clement al IV-lea”, Gemeinsame Normdatei, accesat în 31 decembrie 2014
4. ↑  Catholic-Hierarchy.org, accesat în 16 octombrie 2020
5. 1 2  Czech National Authority Database, accesat în 6 martie 2025